# Feuilleea anthelmintica
Feuilleea anthelmintica là một loài thực vật có hoa trong họ Cucurbitaceae. Loài này được (A. Rich.) Kuntze mô tả khoa học đầu tiên năm 1891.